# Мочонка
Мочонка — річка в Україні, у Мукачівському районі Закарпатської області. Ліва притока Латориці (басейн Дунаю).

## Опис
Довжина річки 15 км, похил річки — 0,67 м/км. Площа басейну 63,8 км².

## Розташування
Бере початок на північному сході від Баркасово. Тече переважно на північний захід понад Чомонин і на південному заході від Кінлодь впадає в річку Латорицю, ліву притоку Бодрогу.